# Левчаткин, Валентин Сергеевич
Валентин Сергеевич Левчаткин (1907—1972) — советский журналист, главный редактор газеты «Няръяна вындер» (1948—1959)

## Биография
Родился 11 июля 1907 году в Казани. Рано осиротел, воспитывался у деда в Новочеркасске. Здесь в 1927 году окончил школу 1-й и 2-й ступени. В 1924—1925 годах редактировал газету «Голос юношества». Литературный работник, заведующий отделом ударных бригад в новочеркасской газете «Знамя коммунизма» в 1930 году. В 1931—1932 году заведующий массовым сектором газеты «Вспышка» в селе Апшеронское. С августа 1932 по октябрь 1934 работал в газете «Лимендский рабочий», с 1934 по 1936 — в газете «Речник Севера».
С 1936 года работал в Нарьян-Маре в газете «Красный тундровик» («Няръяна вындер»). Занимал должность начальника экономического отдела.
В годы Великой Отечественной войны ушёл на фронт, служил танкистом. Получил обморожение ног.
После войны демобилизовался и в начале 1946 года вернулся в Нарьян-Мар. В мае 1948 года стал главным редактором окружной газеты «Няръяна вындер», занимал эту должность до 1959 года. Затем до 1965 года был заместителем главного редактора.
В 1944 году принят в члены ВКП(б). Член Союза журналистов СССР с 1958 года, с 1948 по 1960 годы внештатный корреспондент ИТАР-ТАСС по Ненецкому округу. Член ОК КПСС депутат городского и окружного Советов. Награждён орденами Красной Звезды, Отечественной войны II степени, медалью «За победу над Германией в Великой Отечественной войне 1941—1945 гг.».
Умер 25 января 1972 года в Нарьян-Маре.